# Resolutie 2081 Veiligheidsraad Verenigde Naties
Resolutie 2081 van de Veiligheidsraad van de Verenigde Naties werd op 17 december 2012 met veertien stemmen voor en de onthouding van Rusland aangenomen door de VN-Veiligheidsraad. De resolutie verlengde de ambtstermijn van eenentwintig rechters van het Joegoslavië-tribunaal. Rusland onthield zich omdat het tribunaal te kampen had met systematische problemen die vertragingen en hogere kosten tot gevolg hadden en waar niets aan werd gedaan.

## Achtergrond
In 1980 overleed de Joegoslavische leider Tito, die decennialang de bindende kracht was geweest tussen de zes deelstaten van het land. Na zijn dood kende het nationalisme een sterke opmars en in 1991 verklaarde Bosnië en Herzegovina zich onafhankelijk. De Servische minderheid in het land kwam hiertegen in opstand en begon een burgeroorlog, waarbij ze probeerden de Bosnische volkeren te scheiden. Tijdens die oorlog vonden massamoorden plaats waarbij tienduizenden mensen omkwamen. In 1993 werd het Joegoslavië-tribunaal opgericht, dat de oorlogsmisdaden die hadden plaatsgevonden moest berechten.

## Inhoud

### Waarnemingen
Met Resolutie 1966 uit 2010 had de Veiligheidsraad het Internationaal Residumechanisme voor Straftribunalen opgezet dat de taak van het Joegoslavië-tribunaal overneemt. Daartoe moet het tribunaal tegen eind december 2014 afgerond worden. De Joegoslavië-afdeling van het mechanisme is op 1 juli 2013 van start gegaan.
Intussen bleef de personeelsbezetting en -verloop bij het tribunaal problematisch.

### Handelingen
Tegen 15 april 2013 moest het tribunaal een plan indienen met betrekking tot het afronden van de werkzaamheden en de overgang naar het mechanisme.
Beslist werd om de ambtstermijn van volgende permanente beroeprechters te verlengen tot 31 december 2013 of tot afloop van hun zaak:
- Carmel Agius
- Liu Daqun
- Theodor Meron
- Fausto Pocar
- Patrick Lipton Robinson

Alsook die van deze rechters:
- Jean-Claude Antonetti
- Guy Delvoie
- Burton Hall
- Christoph Flügge
- O-gon Kwon
- Bakone Moloto
- Howard Morrison
- Fons Orie

De ambtstermijnen van volgende ad litem-beroeprechters werden tot 1 juni 2013 verlengd:
- Elizabeth Gwaunza
- Michèle Picard
- Árpád Prandler
- Stefan Trechsel

En die van volgende ad litem-beroeprechter tot 31 december 2013:
- Frederik Harhoff

Ten slotte werden ook de ambtstermijnen van deze rechters tot 31 december 2013 verlengd:
- Melville Baird
- Flavia Lattanzi
- Antoine Mindua

## Verwante resoluties
- Resolutie 2019 Veiligheidsraad Verenigde Naties (2011)
- Resolutie 2074 Veiligheidsraad Verenigde Naties
- Resolutie 2123 Veiligheidsraad Verenigde Naties (2013)
- Resolutie 2130 Veiligheidsraad Verenigde Naties (2013)

Lijst ·  2033 ·  2034 ·  2035 ·  2036 ·  2037 ·  2038 ·  2039 ·  2040 ·  2041 ·  2042 ·  2043 ·  2044 ·  2045 ·  2046 ·  2047 ·  2048 ·  2049 ·  2050 ·  2051 ·  2052 ·  2053 ·  2054 ·  2055 ·  2056 ·  2057 ·  2058 ·  2059 ·  2060 ·  2061 ·  2062 ·  2063 ·  2064 ·  2065 ·  2066 ·  2067 ·  2068 ·  2069 ·  2070 ·  2071 ·  2072 ·  2073 ·  2074 ·  2075 ·  2076 ·  2077 ·  2078 ·  2079 ·  2080 ·  2081 ·  2082 ·  2083 ·  2084 ·  2085